# Melasina inimica
Melasina inimica är en fjärilsart som beskrevs av Edward Meyrick 1908. Melasina inimica ingår i släktet Melasina och familjen säckspinnare. Inga underarter finns listade i Catalogue of Life.